# Brad Walker
Brad Walker (Aberdeen, 21 de junio de 1985) es un atleta estadounidense, especialista en la prueba de salto con pértiga, con la que ha llegado a ser campeón mundial en 2007.

## Carrera deportiva
En el Mundial de Osaka 2007 ganó la medalla de oro en salto con pértiga, con un salto de 5.56 metros, por delante del francés Romain Mesnil y del alemán Danny Ecker. 
dos años antes, también había conseguido una medalla en el Mundial de Helsinki 2005 donde ganó la medalla de bronce.